# Reichsstraße 393
Die Reichsstraße 393 (R 393) war bis 1945 eine Reichsstraße des Deutschen Reichs, die im früheren Regierungsbezirk Marienwerder (nunmehr Woiwodschaft Pommern) verlief. Die Straße, zuvor ein Teil der Reichsstraße 127, begann in der heute als Kwidzyn bezeichneten Stadt, die damals den  Namen Marienwerder trug, wo sie von der damaligen Reichsstraße 129 abzweigte, und verlief in östlicher Richtung über Prabuty (Riesenburg) nach Susz (Rosenberg), wo sie auf die damalige Reichsstraße 144 traf.
Die Gesamtlänge der früheren Reichsstraße betrug rund 23 Kilometer.